# Arsenal (London Underground)

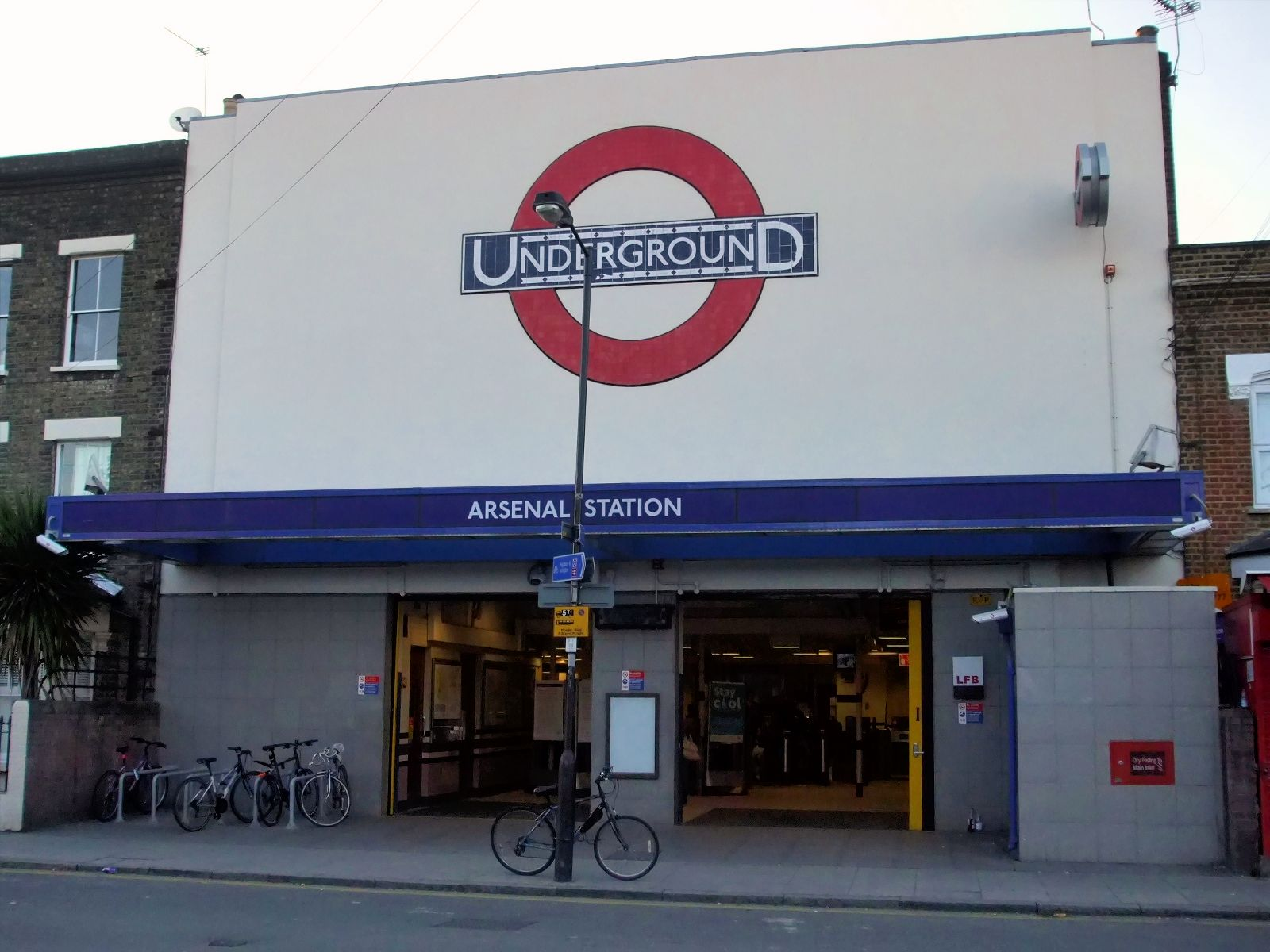
Stationseingang

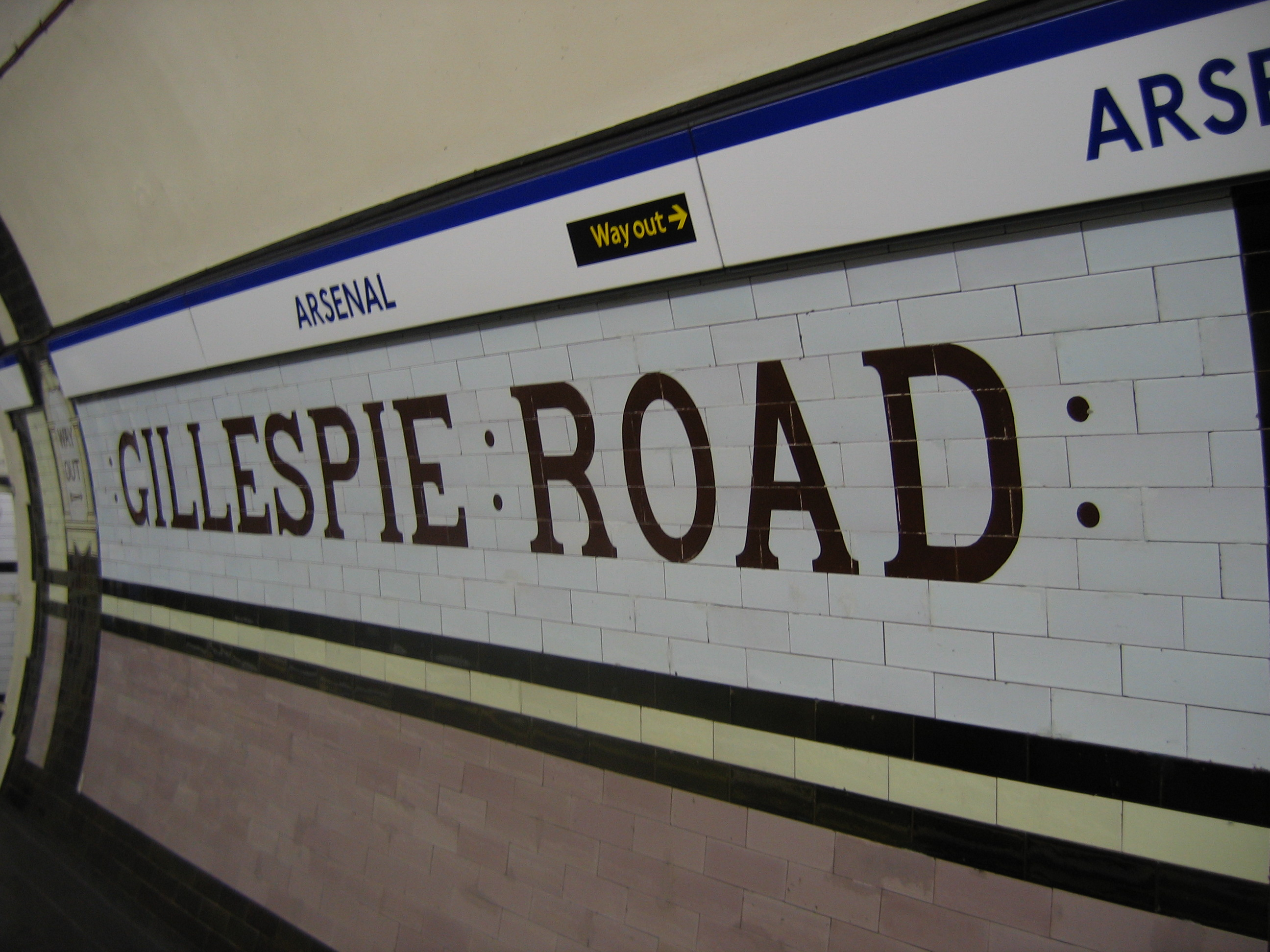
Wandfliesen mit dem ehemaligen Stationsnamen Gillespie Road

Arsenal ist eine unterirdische Station der London Underground im Stadtbezirk London Borough of Islington. Sie liegt in der Travelcard-Tarifzone 2, in unmittelbarer Nähe des Highbury, dem nicht mehr genutzten Fußballstadion des FC Arsenal im Stadtteil Highbury. Im Jahr 2013 nutzten 3,09 Millionen Fahrgäste die von der Piccadilly Line bediente Station.

## Geschichte
Die Eröffnung der Station erfolgte am 15. Dezember 1906 durch die Great Northern, Piccadilly and Brompton Railway, die Vorgängergesellschaft der Piccadilly Line. Der ursprüngliche Name lautete Gillespie Road. Nachdem der FC Arsenal im Jahr 1913 sein neues Stadion bezogen hatte, drängte dessen Manager Herbert Chapman auf eine Namensänderung. Schließlich wurde die Station am 31. Oktober 1932 in Arsenal (Highbury Hill) umbenannt. 1960 fiel der Klammerzusatz weg. Die Wandfliesen, die in großen Lettern den ursprünglichen Namen Gillespie Road zeigen, sind erhalten geblieben. Aufgrund der Terroranschläge vom 7. Juli 2005 war die Station einige Wochen lang geschlossen; am 4. August erfolgte die Wiedereröffnung.

## Anlage
Das Stationsgebäude befindet sich an einer schmalen Straße inmitten eines Wohngebiets mit Reihenhäusern im viktorianischen Stil. Es entstand in einer Lücke zwischen zwei Wohnhäusern. Der Architekt Leslie Green wandte dabei den typischen „Hausstil“ der Underground Electric Railways Company of London an: blutrote glasierte Terrakotta-Ziegel, große halbrunde Fenster im Stockwerk und gezahnte Gesimse. In den frühen 1930er Jahren wurde das Gebäude zwar komplett neu gebaut und durch den Abriss eines benachbarten Hauses verbreitert, doch besitzt Arsenal noch heute eine der schmalsten Fassaden auf dem gesamten Netz der Underground.
Ungewöhnlich für eine Underground-Station des Röhrentyps ist das Fehlen von Rolltreppen und Aufzügen, stattdessen führt eine etwas über 100 Meter lange Rampe zu den Bahnsteigen. Grund dafür ist einerseits die geringe Tiefe, andererseits die Lage der Tunnelröhren unter den Gleisen der East Coast Main Line. Aufgrund der Lage abseits von Hauptstraßen wird Arsenal weitaus weniger frequentiert als benachbarte Stationen an dieser Linie. An Spieltagen des FC Arsenal wird die Station jedoch weiterhin überdurchschnittlich genutzt, da das 2006 eröffnete Emirates Stadium ebenfalls nicht weit entfernt ist.